# 腹診

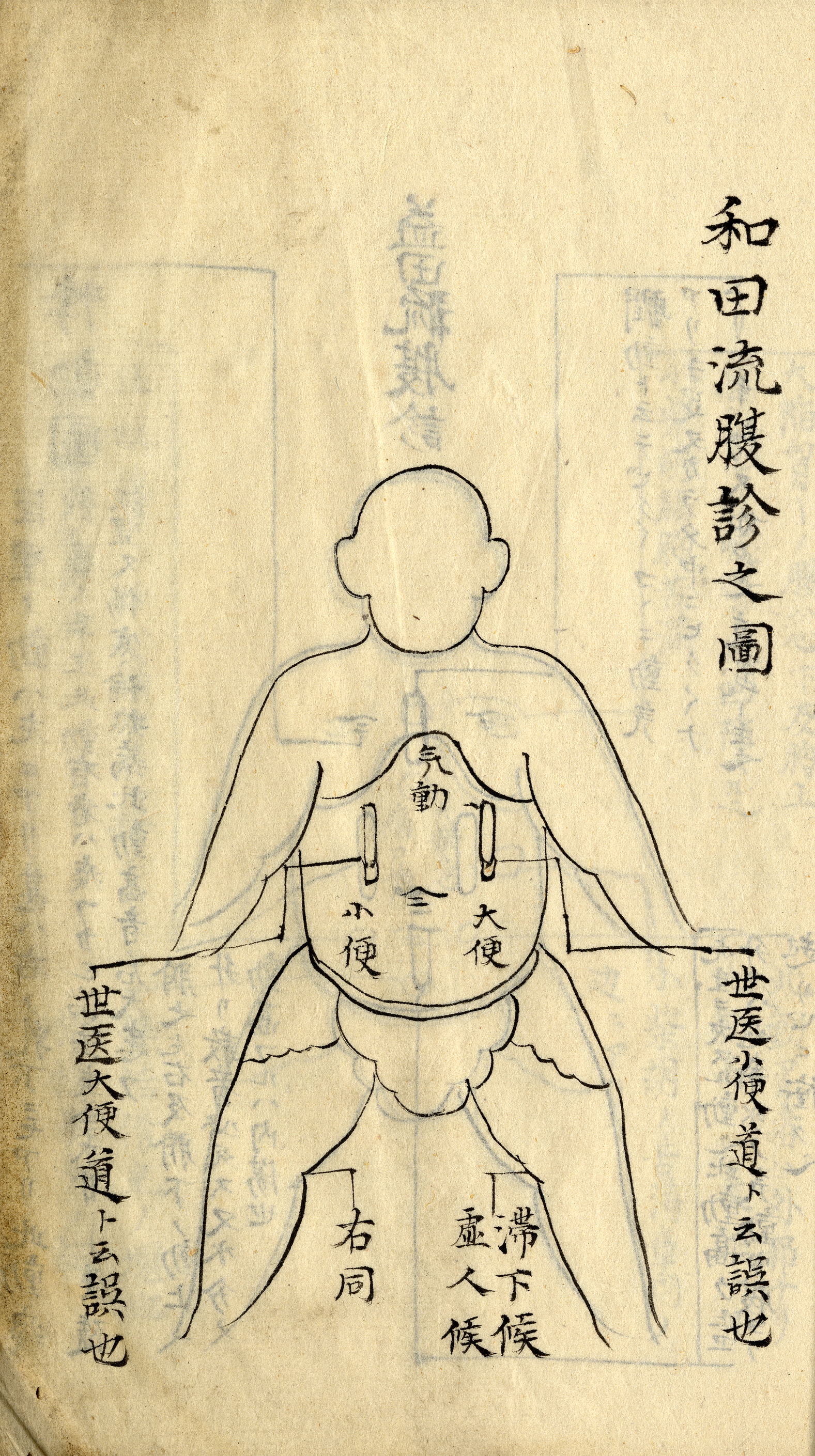
和田流腹診　（江戸期写本「原診館七則解」より）

腹診（ふくしん）とは東洋医学の診察方法であり四診（望診、聞診、問診、切診）の中では切診に属する。
胸から腹部全体を触診し、湿燥、寒熱、抵抗、陥下、膨隆、圧痛、硬結、動悸の有無を確認する

## 診察の姿勢
患者には落ち着いた気持ちで仰臥位（仰向け）になってもらい手足は伸ばしたままにする

## 診察部位
- 肝 - 肋骨弓の下　左側の硬結は肝積といい肝虚証、右側の硬結は肺積といい肝実証を現わす
- 心 - 胸骨体剣状突起下端、巨闕穴の部位に硬結、圧痛があれば心熱がある
- 脾 - 胃の部位　堅さや皮膚温を診る
- 肺 - 右側肋骨弓の下　肺積があれば肺虚証か腎虚肝実証がある
- 腎 - 臍より下側　腎の精気が虚した時は抵抗感が無く皮膚の下は陥下している

## 注意点
- 冷たい手でいきなり触診しない
- 触診は手掌全体で滑らすように柔らかく撫でる。この際、手掌と皮膚の間に隙間を作らない
- 触診異常を感じたら更に指を立てて抵抗感や深さを確認する